# Sillmansåsen
Sillmansåsen är ett naturreservat i Sundsvalls kommun i Västernorrlands län.
Området är naturskyddat sedan 2007 och är 146 hektar stort. Reservatet omfattar delar av Sillmanåsen. I dess sluttning ner mot Gimsjön växer granskog. I väster finns mindre våtmarker och partier med tall.